# سارة سايدنر
سارة سايدنر (بالإنجليزية: Sara Sidner)‏؛ (31 مايو 1972 -) هي مراسلة أمريكية في سي إن إن وسي إن إن الدولية تقدم برنامج غلوبال إكستشينج انطلاقا من أبوظبي. عملت انطلاقا من القدس ابتداء من أغسطس 2012 وكانت تعمل قبل ذلك انطلاقا من نيودلهي.

## النشأة والدراسة
ولدت سارة سايدنر في 31 مايو 1972 في ميامي ليكس بولاية فلوريدا الأمريكية. وحازت شهادة في الاتصال من جامعة فلوريدا. وعندما كانت طالبة في الجامعة لعبت في فريق كرة الطائرة للسيدات والذي ترشح للدور النصف النهائي خلال سنتها الجامعية الأخيرة.

## المسيرة
بدأت سارة سايدنر تقديمها للتقارير المباشرة في قناة دبليو يو أف تي - تي في في غينزفيل، فلوريدا. وتبعتها فترات عمل قصيرة في كاي أف في أس - تي في في كاب جيراردو، ميزوري وفي دبليو آي إن كاي - تي في في فورت مايرز، فلوريدا وفي كاي دي أف دبليو - تي في في دالاس، تكساس. عملت في كاي دي أف دبليو - تي في لمدة سنوات مراسلة ومذيعة حول شؤون المستهلكين.
حازت عديد الجوائز الصحافية من بينها جائزة إيمي إقليمية وجائزة لاون ستار وعدد من جوائز أسوشيتد برس. تميّزت خلال عملها في كاي دي أف دبليو - تي في في دالاس بتقديمها لتقارير حول كارثة مكوك الفضاء كولمبيا.
التحقت سايدنر في يناير 2004 بـ كاي تي في يو في أوكلاند، كاليفورنيا أين عملت مذيعة مشاركة أيام الراحة الأسبوعية في كاي تي في يو تشانل 2 نيوز آت 6 وذا تان أوكلوك نيوز. وعملت أيضا مراسلة للقناة خلال أيام الأسبوع.
تعمل حاليا مراسلة دولية لسي إن إن انطلاقا من نيودلهي. قدمت سايدنر خلال عملها في سي إن إن تقارير حول مواضيع مختلفة منها ثورة 17 فبراير وإطلاق أول مسبار قمري هندي غير مأهول وهجمات مومباي الإرهابية 2008.
في 9 يناير 2024، خرجت برسالة مؤثرة على الهواء، أعلنت عن إصابتها بسرطان الثدي في المرحلة الثالثة، داعية النساء إلى إجراء تصوير للثدي بالأشعة السينية سنوياً.

## روابط خارجية
- سارة سايدنر على موقع IMDb (الإنجليزية)
- سارة سايدنر على موقع قاعدة بيانات الفيلم (الإنجليزية)